# Fayzulla Alimov
Fayzulla Alimov (23 dicembre 1998) è uno schermidore uzbeko, specializzato nella spada.

## Palmarès
- Campionati asiatici

Bangkok 2018: bronzo nella spada a squadre.